# Hardin (Montana)
Pour les articles homonymes, voir Hardin.
La ville de Hardin est le siège du comté de Big Horn, situé dans le Montana, aux États-Unis.

## Personnalité
- Kendall Cross (1968-), champion olympique de lutte libre en 1996.